# Anton Braun
Anton Braun, né le 28 avril 1990, est un rameur allemand.

## Palmarès

### Jeux olympiques
- 2012, à Londres ( Royaume-Uni)
  - e

### Championnats du monde
- 2013, à Chungju ( Corée du Sud)
  -  Médaille d'argent en Huit

### Championnats d'Europe
- 2014, à Belgrade ( Serbie)
  -  Médaille de bronze en Deux de pointe
- 2015, à Poznań ( Pologne)
  -  Médaille d'or en Huit